# Sahadi Sandi Abdou
Sahadi Sandi Abdou, née le 1er janvier 1956 à Badaguichiri, est une diplomate nigérienne. Depuis le 1 décembre 2013, elle est la tête de la diplomatie nigérienne au Bénin.

## Biographie
Cadre du ministère nigérien des affaires étrangères, Sahadi Sandi Abdou est diplômée de l’École nationale d'administration et également de l'Institut de développement économique et de la planification de Dakar,,. Au Bénin où elle est en fonction depuis 2013, elle est la porte parole du corps diplomatique. Par ce biais, elle représente ses collègues lors des cérémonies officielles en République du Bénin,,,,.